# Kitinkari
Kitinkari är en ö i Finland. Den ligger i sjön Näsijärvi och i kommunen Ylöjärvi i den ekonomiska regionen Tammerfors och landskapet Birkaland, i den södra delen av landet, 180 km norr om huvudstaden Helsingfors. Öns area är 1,3 hektar och dess största längd är 170 meter i nord-sydlig riktning.